# 木村鷹太郎

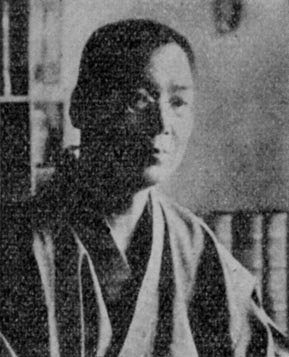
木村鷹太郎

木村 鷹太郎（きむら たかたろう、明治3年9月18日〈1870年10月12日〉 - 昭和6年〈1931年〉7月18日）は、主に明治・大正期に活動した日本の歴史学者、哲学者、言語学者、思想家、翻訳家。独自の歴史学説「新史学」の提唱者として知られる。

## 生涯
愛媛県宇和島市出身。
明治学院を経て、帝国大学文科大学（現・東京大学文学部）史学選科課程に入学、後に同学哲学選科課程に転じて修了。陸軍士官学校英語教授職等を務める。
1897年（明治30年）に井上哲次郎・湯本武比古らと大日本協会を組織、同年5月に機関誌『日本主義』を創刊し、日本主義を提唱する。
『日本主義』の継続後誌である『新天地』が1902年に廃刊となってからはバイロンやプラトンなどの翻訳に勤しむが、1910年代に入ると、日本を世界文明の起源と位置づけ、かつて日本民族が世界を支配していたとする「新史学」を熱烈に唱えた。他にも邪馬台国エジプト説（邪馬台国はエジプトにあったとする説）や、仏教・キリスト教批判などの独創的な主張で知られる。異論に対して徹底的に反撃・論破する過激な言論人でもあり、論壇において「キムタカ」と通称されて恐れられ、忌避された。墓所は青山霊園(1イ2-21)。

## 人物
- その研究の多くは存命中から異端学説と見なされてきた。
- 代表的著作に『世界的研究に基づける日本太古史』（1911年（明治44年））など、翻訳に『プラトン全集』などがある。
- 与謝野鉄幹・晶子夫妻の媒酌人である。
- 東洋大学創立者井上円了とは親友であった[疑問点 – ノート]。

## 著書
- 排仏教 道徳国家及東亜問題上 松栄堂 1894.5
- 万国史 松栄堂 1897.2
- 西洋小史 松栄堂 1898.3
- 東洋西洋倫理学史 井上哲次郎閲 博文館 1898.4 (帝国百科全書)
- 日本主義国教論 開発社 1898.5
- 耶蘇教公認可否論 松栄堂 1899.1
- 鳴潮余沫 読書百感 松栄堂 1900.1
- 東洋倫理学史 上巻 松栄堂 1900.6
- アナクレオン 快楽詩人 松栄堂 1902.1
- 人物養成譚 孔子・孟子・荀子 大学館 1902.9
- 荘子人物養成譚 大学館 1902.12
- 文界之大魔王バイロン 大学館 1902
- 王陽明人物養成譚 大学館 1902
- 大日本建国史 尚友館 1905.11
- 日本語は希臘系羅典系なり　真善美協会 1906
- 真善美 美の巻 真善美協会 1907.2
- 美的道徳 大日本図書 1908.1
- 東西古今娘子軍 一名・女子兵役論 日吉丸書房 1909.11
- 世界的研究に基づける日本太古史 私家版 1911、1912
- 兵部卿護良親王 清水孝教共著 明治出版社 1912.4
- 在五中将業平秘史 春秋堂書店 1912
- 日本太古小史 日本の使命世界の統一 私家版 1913
- 統合世界史 以文館 1914
- 哲学と人生 日進堂 1915
- 日本書紀仁徳帝の埃及難波 日本民族研究叢書 日本民族協会 1915
- 常世の國-何處? 日本民族研究叢書 日本民族協會 1917.5
- 日本民族祖先の雄図 日本民族研究叢書 日本民族協会 1919
- 為朝とタメルラン 日本民族研究叢書 日本民族協会 1921
- 日本が世界に与へたる世界平和の理想 日本民族研究叢書 日本民族協会 1921
- 世界の三大宴会 附・天文学史に於ける太古日本 日本民族研究叢書 日本民族協会 1921
- 希臘羅馬神話 白兎社 1922
- 天地開闢と高天原 日本民族研究叢書 日本民族協会 1922
- 日本建国と世界統一の天照大御神 日本民族研究叢書 日本民族協会 1922
- 東亜及び全米国の父継体天皇 日本民族研究叢書 日本民族協会 1923
- 星座と其神話 東盛堂 1923
- 偉大不思議の繼體天皇 繼體天皇の大研究 日本民族研究叢書 日本民族協會 1923.3
- オノコロ島及び国生み神生み 日本民族研究叢書 日本民族協会 1926
- 太平洋太古史上日本民族の誇り 日本民族研究叢書 日本民族協会 1927
- 一天四海五大洲の大日蓮 教文社 1928
- 世界思想の源泉 一名・希臘哲学は日本主義及び日本仏教史の西伝 教文社 1928
- 日本民族東漸史 日本民族研究叢書 日本民族協会 1929
- 高千穂天降の天孫と吾田・鹿葦津姫 希臘高千穂とカアシズ国 日本民族研究叢書 日本民族協会 1929
- 天孫降臨史の世界的研究、世界的意義 日本民族研究叢書 日本民族協會 1929.3
- 世界の驚異宇和島の古代毬歌及び童謡俚謡 日本民族研究叢書 日本民族協会 1930
- 旧約聖書日本史 八切止夫編 日本シェル出版 1981
- 海洋渡来日本史 八切止夫編 日本シェル出版 1981.5

## 論説
- 東西両大学及び修史局の考証を駁す　読売新聞　1910
- 倭女王卑弥呼地理に就いて　読売新聞　1910

## 翻訳
- ソクラテース人物養成譚 キセノフォーン 大学館 1901.4
- パリシナ 艶美の悲劇詩 バイロン 松栄堂 1903.3
- 海賊 バイロン 尚友館 1905.1
- 天魔の怨 宇宙人生の神秘劇 バイロン 二松堂 1907.1
- マゼッパ 汗血千里 バイロン 真善美協会 1907.3
- 含羞草 シエレー 武林堂 1907.9
- プラトーン全集 冨山房 1903-1911
- バイロン傑作集 後藤商店出版部 1918
- 政治哲学 アリストテレース 興亡史論刊行会 1919 (興亡史論)
- アヴェスタ経 世界聖典全集 世界聖典全集刊行会 1920-1921
- バイロン 評伝及詩集 東盛堂 1923

## 関連書籍
- 卑弥呼とセベクネフェル女王 稲羽太郎著,鳥影社,2010年2月
- 歴史は西から東へ: 古代オリエント史と古代中国史は実は同一の歴史だった (卑弥呼とセベクネフェル女王) 稲羽太郎著,鳥影社,2013年3月
- 地底獣国（ロスト・ワールド）の殺人　芦辺拓著,講談社ノベルス,1997年9月　のち講談社文庫（木村鷹太郎がモデルのキャラクターが登場）
- 浮世絵師の遊戯 新説東洲斎写楽　高井忍著,文芸社,2016年11月（同書所収の短編「阿波徳島伝東洲斎」に木村鷹太郎が登場）